# 가스등 (1940년 영화)
《가스등》(영어: Gaslight)은 1940년 영국의 미스터리 스릴러 영화이다. 패트릭 해밀턴의 동명 희곡을 바탕으로 제작되었다. 1944년 미국에서 리메이크판이 개봉했다.

## 줄거리
런던의 한 저택에서 앨리스 바를로우가 살해당하고 그녀의 유명한 루비가 사라진지도 20년. 비어있는 채 남겨져 있던 그 집을 폴, 벨라 부부가 매입하여 이사를 오게 된다. 그런데, 남편인 폴은 어떤 비밀을 간직하고 있고, 그 비밀을 지키기 위해 어떤 일이라도 저지르려고 하는데...

## 연진
- 앤턴 월브룩 - 폴 맬런 / 루이 바워
- 다이애나 윈야드 - 벨라 맬런
- 프랭크 페틴젤 - B. G. 러프
- 캐슬린 코델 - 낸시
- 로버트 뉴턴 - 빈센트 얼스워터
- 지미 핸리 - 코브
- 미니 레이너 - 엘리자베스
- 마리 라이트 - 앨리스 발로
- 오브리 덱스터 - 부동산 중개인
- 메리 힌턴 - 윈터본 여사
- 앵거스 모리슨 -